# 프랭클린 피어스 행정부
프랭클린 피어스는 1853년 3월 4일부터 1857년 3월 4일까지 제14대 미국 대통령을 역임했다. 뉴햄프셔주 출신 민주당원인 피어스는 1852년 대통령 선거에서 휘그당 후보 윈필드 스콧을 물리치고 취임했다. 동료 민주당원들에게 당의 모든 파벌에 즐겁고 잘 어울리는 사람으로 여겨졌던 피어스는 당시 잘 알려지지 않은 정치인이었음에도 불구하고 1852년 민주당 전당대회에서 49번째 투표에서 대통령 후보 지명을 받았다. 그의 재선 희망은 1856년 민주당 전당대회에서 민주당 후보 지명을 받지 못하면서 끝이 났다. 그의 뒤를 이어 민주당원 제임스 뷰캐넌이 취임했다.
피어스는 내부 개선을 위한 자금 지원에 거부권을 행사하고, 관세 인하를 요구했으며, 1850년 도망 노예법을 강력히 집행했다. 영 아메리카 팽창주의 운동의 영향을 받아 피어스 행정부는 멕시코로부터 개즈던 토지 매입을 완료하고, 중앙아메리카에서 영국과 충돌했으며, 스페인으로부터 쿠바를 획득하려는 시도를 실패로 이끌었다. 피어스 행정부는 몇몇 외교관들이 필요하다면 무력으로 쿠바 합병을 요구하는 오스텐드 성명을 발표한 후 심한 비판을 받았다. 1854년 캔자스 네브래스카 법을 지지한 후 북부 자유주에서의 그의 인기는 급격히 하락했는데, 이 법은 미주리 타협을 무효화했다. 이 법의 통과는 미국 서부에서 노예제 확장에 대한 길고 폭력적인 갈등으로 직접 이어졌다.
캔자스 네브래스카 법의 여파로 휘그당과 민주당은 해체되었고, 국가 기관은 심각하게 약화되었다. 휘그당이 해체되면서, 토착주의 아메리칸당과 반노예주의 공화당이라는 두 개의 새로운 주요 정당이 등장했다. 피어스는 1856년 민주당 전당대회에서 재지명을 적극적으로 모색했지만, 지명은 피어스의 영국 대사를 역임했던 제임스 뷰캐넌에게 돌아갔다. 뷰캐넌은 1856년 대통령 선거에서 승리했다. 피어스는 대통령 역사가들에게 무능한 대통령으로 평가되며, 국가의 지역 간 갈등을 막지 못한 그의 실패는 내전으로 가는 길을 가속화했다. 그는 보통 미국 역사상 최악의 대통령 중 한 명으로 평가된다.

## 1852년 선거

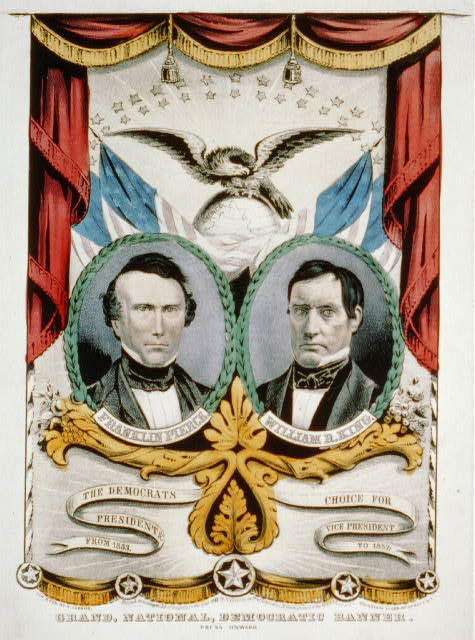
피어스/킹 후보의 선거 포스터

1852년 대통령 선거가 다가오자 민주당은 노예제 문제로 분열되었지만, 마틴 밴 뷰렌과 함께 1848년 당을 떠났던 "바른버너" 대부분은 돌아왔다. 주요 대통령 후보로는 일리노이주의 스티븐 A. 더글러스, 펜실베이니아주의 제임스 뷰캐넌, 뉴욕주의 윌리엄 마시, 텍사스주의 샘 휴스턴, 미주리주의 토머스 하트 벤턴, 그리고 1848년 당의 후보였던 미시간주의 루이스 캐스 등이 있었다. 당의 분열과 강력한 남부 후보의 부재로 인해, 많은 민주당 지도자들은 당이 남부가 수용할 수 있는 견해를 가진 덜 알려진 북부 후보로 타협할 것으로 예상했다. 프랭클린 피어스를 포함한 뉴햄프셔 민주당원들은 대법원 판사 리바이 우드버리의 지명을 선호했지만, 우드버리는 1851년에 사망했다. 우드버리 사망 후, 뉴햄프셔 민주당원들은 멕시코-미국 전쟁에서 준장으로 복무했던 전직 의원인 피어스 주위로 결집했다. 피어스는 선두 주자 중 누구도 승리할 수 없다는 것이 확실할 때까지 자신의 이름이 전당대회에 오르지 않을 것이라는 이해 아래 지지자들이 자신을 위해 로비하는 것을 허용했다. 전당대회가 다가오면서 남부의 잠재적 지지 기반을 넓히기 위해 그는 논란이 많은 도망 노예법을 포함하여 1850년 타협에 대한 자신의 지지를 재확인하는 편지를 썼다.
1852년 민주당 전당대회는 6월 1일 메릴랜드주 볼티모어에서 열렸고, 예상대로 교착 상태가 발생했다. 첫 투표에서 288명의 대표 중 캐스는 116표를 얻었고, 뷰캐넌은 93표를 얻었으며, 나머지 표는 여러 후보들에게 분산되었다. 다음 34번의 투표에서는 아무도 승리에 근접하지 못했다. 피어스는 어떤 투표에서도 단 한 표도 받지 못했다. 결국 뷰캐넌 팀은 뷰캐넌 외에는 아무도 이길 수 없음을 보여주기 위해 자신들의 대표들이 피어스를 포함한 소수 후보들에게 투표하도록 결정했다. 이 새로운 전술은 몇 번의 투표 후 버지니아, 뉴햄프셔, 메인이 피어스로 전환하면서 역효과를 냈다. 48번째 투표 후, 노스캐롤라이나 의원 제임스 C. 더빈은 피어스에 대한 예상치 못한 열정적인 지지를 표명하여 무명 후보에 대한 지지 물결을 촉발했다. 49번째 투표에서 피어스는 6표를 제외한 모든 표를 얻어 민주당 대통령 후보 지명을 받았다. 대표들은 뷰캐넌 지지자였던 앨라배마주 상원 의원 윌리엄 R. 킹을 피어스의 러닝메이트로 선택하고, 노예제 문제에 대한 추가적인 "선동"을 거부하고 1850년 타협을 지지하는 정당 강령을 채택했다.

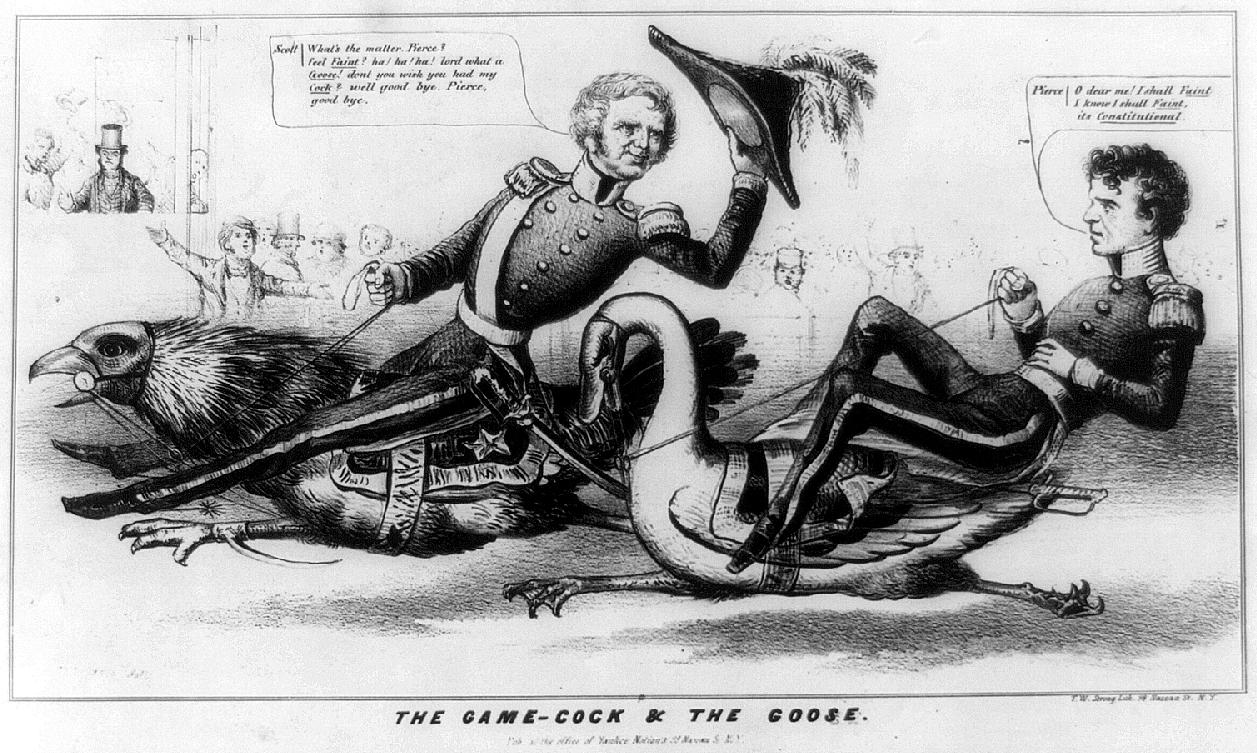
이 피어스 반대 정치 만평은 그를 약하고 비겁하게 묘사한다.

현직 대통령 밀러드 필모어를 거부한 휘그당은 윈필드 스콧 장군을 지명했는데, 피어스는 멕시코-미국 전쟁에서 스콧 휘하에서 복무했다. 휘그당 전당대회는 1850년 타협 지지를 포함하여 민주당과 거의 구별할 수 없는 강령을 채택했다. 이는 휘그당을 희생시켜 자유토지당이 뉴햄프셔주 상원 의원 존 P. 헤일을 자체 후보로 내세우도록 부추겼다. 주요 정당들 간의 정치적 차이가 없었기 때문에 선거 운동은 치열한 인물 대결로 축소되었고, 1836년 이래 최저 수준의 투표율을 기록하는 데 일조했다. 피어스 전기 작가 피터 A. 월너에 따르면, 이는 "대통령 역사상 가장 재미없는 선거 운동 중 하나"였다. 스콧은 반노예주의 북부 휘그당원들이 후보와 강령에 대한 열정이 부족하여 피해를 입었다. 뉴욕 트리뷴 편집장 호러스 그릴리는 휘그당 강령에 대해 "우리는 그것을 거부하고, 저주하고, 침을 뱉는다"고 말하며 많은 사람들의 태도를 요약했다. 남부 휘그당원들은 스콧에 대해 훨씬 덜 열정적이었는데, 그들은 그의 행정부가 윌리엄 슈어드와 같은 반노예주의 북부인들에게 지배될 것을 두려워했기 때문이다. 한편 피어스는 당의 미묘한 단결을 깨뜨리지 않기 위해 침묵을 지켰고, 그의 동맹자들이 선거 운동을 운영하도록 허용했다. 당시에는 후보들이 직책을 구하려 하지 않는 것이 관례였으며, 그는 개인적인 선거 운동을 하지 않았다. 피어스의 반대자들은 그를 반가톨릭 겁쟁이이자 알코올 중독자로 풍자했다("잘 싸운 수많은 술병의 영웅").

1852년 대통령 선거의 선거인단 지도.

결과적으로 스콧은 켄터키주, 테네시주, 매사추세츠주, 버몬트주만 승리하여 42명의 선거인단을 얻었고, 피어스는 254명을 얻었다. 총 320만 표가 투표된 가운데, 피어스는 50.9% 대 44.1%로 일반 투표에서 승리했다. 상당수의 자유토지당원들은 피어스의 같은 주 경쟁자였던 헤일에게 표를 던졌고, 헤일은 일반 투표의 4.9%를 얻었다. 동시에 치러진 의회 선거에서 민주당은 양원에서 다수당의 지위를 강화했다.

## 선거 후 가족의 비극
피어스는 애도 속에서 대통령 임기를 시작했다. 선거 후 몇 주 뒤인 1853년 1월 6일, 당선인 가족이 보스턴에서 기차를 타고 가던 중 매사추세츠주 앤도버 (매사추세츠주) 근처의 제방 아래로 탈선하여 굴러떨어졌다. 피어스와 그의 아내 제인은 살아남았지만, 그들의 유일하게 남은 아들 벤자민은 압사했다. 피어스와 제인 모두 그 후 심각한 우울증을 겪었는데, 이는 피어스의 대통령으로서의 업무 수행에 영향을 미쳤을 것으로 보인다. 제인은 영부인으로서 처음 2년 동안 대부분의 사교 행사를 피했으며, 1855년 새해 첫날 백악관에서 열린 대중 리셉션에서 큰 동정심을 받으며 공식적으로 영부인으로서의 첫 선을 보였다.
제인은 피어스가 취임식을 위해 떠날 때 뉴햄프셔에 머물렀으며, 그녀는 취임식에 참석하지 않았다.

## 취임식
그때까지 대통령으로 선출된 사람 중 가장 젊었던 피어스는 선서할 때 성경에 손을 얹고 맹세하는 대신 법전에 손을 얹고 선서하는 것을 선택했는데, 이는 존 퀸시 애덤스를 제외한 모든 전임자들이 해왔던 방식이었다. 그는 취임 연설을 외워서 한 첫 번째 대통령이었다. 연설에서 그는 국내 평화와 번영의 시대를 환영하고, "매우 중요한" 새 영토 획득을 포함하여 대외 관계에서 미국의 이익을 강력하게 주장할 것을 촉구했다. "우리 행정부의 정책은 악에 대한 어떤 소극적인 예감에 의해서도 확장되는 것을 막지 않을 것입니다." 그는 "노예제"라는 단어를 피하면서 "중요한 문제"를 해결하고 평화로운 연합을 유지하려는 자신의 열망을 강조했다. 그는 자신의 개인적인 비극을 암시하며 군중에게 "여러분은 저를 약한 상태에서 소환했습니다. 여러분은 여러분의 힘으로 저를 지탱해야 합니다."라고 말했다.

## 행정부
피어스는 내각 임명에서 1850년 타협을 지지하지 않았던 파벌을 포함하여 모든 파벌의 민주당원들을 임명함으로써 당을 통합하려 했다. 그는 자신의 내각을 타협을 지지하는 북부인인 케일럽 쿠싱 법무장관과 상원에서 타협에 대한 남부의 저항을 이끌었던 제퍼슨 데이비스 육군장관을 중심으로 구성했다. 국무장관이라는 핵심 직책에는 폴크 대통령 시절 육군장관을 역임했던 윌리엄 마시를 선택했다. 당의 캐스파와 뷰캐넌파를 달래기 위해 피어스는 미시간 출신의 로버트 매클렐런드 내무장관과 펜실베이니아 출신의 제임스 캠벨 우정청장을 각각 임명했다. 피어스는 노스캐롤라이나 출신의 제임스 C. 더빈 해군장관과 켄터키 출신의 제임스 거스리 재무장관을 임명하여 지리적으로 균형 잡힌 내각을 완성했다. 모든 초기 내각 임명자들은 피어스 대통령 임기 내내 그 자리를 유지했다. 피어스 내각에는 하웰 코브와 같은 저명한 남부 연합주의자가 눈에 띄게 부족했으며, 스티븐 더글러스 파벌의 대표도 포함되지 않았다.
피어스는 임기 첫 몇 주를 수백 개의 하급 연방 직책을 채우는 데 보냈다. 이는 그가 당의 모든 파벌을 대표하려고 노력했지만, 어느 누구도 완전히 만족시킬 수 없었기 때문에 힘든 일이었다. 당파원들은 친구들을 위한 자리를 확보할 수 없었고, 이는 민주당을 긴장시키고 파벌 간의 불화를 부추겼다. 얼마 지나지 않아 북부 신문들은 피어스가 자신의 정부를 친노예제 분리주의자들로 채우고 있다고 비난했고, 남부 신문들은 그를 노예제 폐지론자라고 비난했다. 친행정부 민주당원과 반행정부 민주당원 간의 파벌주의는 특히 뉴욕 민주당 내에서 빠르게 고조되었다. 뉴욕의 더 보수적인 하드셸 민주당원들, 즉 "하드"들은 피어스 행정부에 대해 깊은 회의감을 가졌다. 피어스 행정부는 윌리엄 마시 국무장관과 더 온건한 뉴욕 파벌인 소프트셸 민주당원들, 즉 "소프트"들과 연관되어 있었기 때문이다.

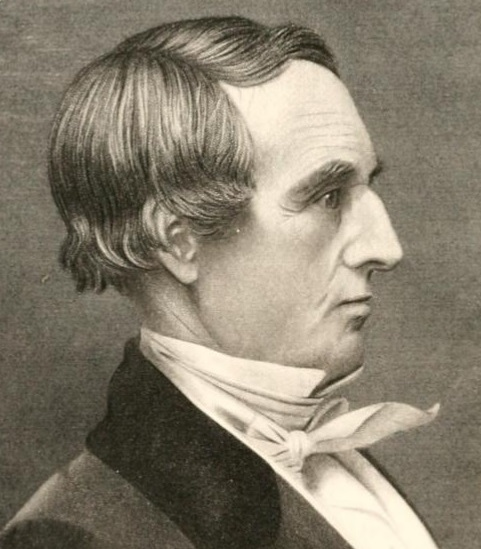
피어스의 부통령 윌리엄 R. 킹은 임기 시작 한 달여 만에 사망하여, 채워질 수 없는 공석을 남겼다.

피어스의 러닝메이트 윌리엄 R. 킹은 결핵으로 심각하게 병에 걸렸고, 선거 후 요양을 위해 쿠바로 갔다. 그의 상태는 악화되었고, 의회는 특별법을 통과시켜 3월 24일 아바나에 있는 미국 영사 앞에서 선서할 수 있도록 허용했다. 집에서 죽고 싶어했던 그는 4월 17일 앨라배마의 농장으로 돌아와 다음 날 사망했다. 부통령직은 1967년 이전에는 임기 중 부통령직 공석을 채울 헌법적 규정이 없었기 때문에 피어스의 임기 내내 공석으로 남아 있었다. 따라서 처음에 미주리주의 데이비드 라이스 애치슨이었던 상원 임시의장은 피어스 대통령 임기 남은 기간 동안 대통령직 계승 서열의 다음 순위였다.

## 사법부 임명
피어스가 취임했을 때 대법원에는 1852년 존 매킨리의 사망으로 인한 공석이 있었다. 필모어 대통령은 임기 말에 공석을 채우기 위해 여러 번 지명을 했지만, 그의 지명자들은 상원의 인준을 받지 못했다. 피어스는 주권옹호자인 존 아치볼드 캠벨을 그 자리에 신속히 지명했다. 그는 피어스의 유일한 대법원 임명자가 될 것이었다. 피어스는 또한 세 명의 판사를 미국 순회 항소법원에, 그리고 열두 명의 판사를 미국 지방법원에 임명했다. 그는 미국 클레임 법원에 판사를 임명한 첫 번째 대통령이었다.

## 국내 문제
서부 영토로의 노예제 확장은 당시의 주요 쟁점이었다.

### 노예제 논쟁

#### 캔자스 네브래스카 법

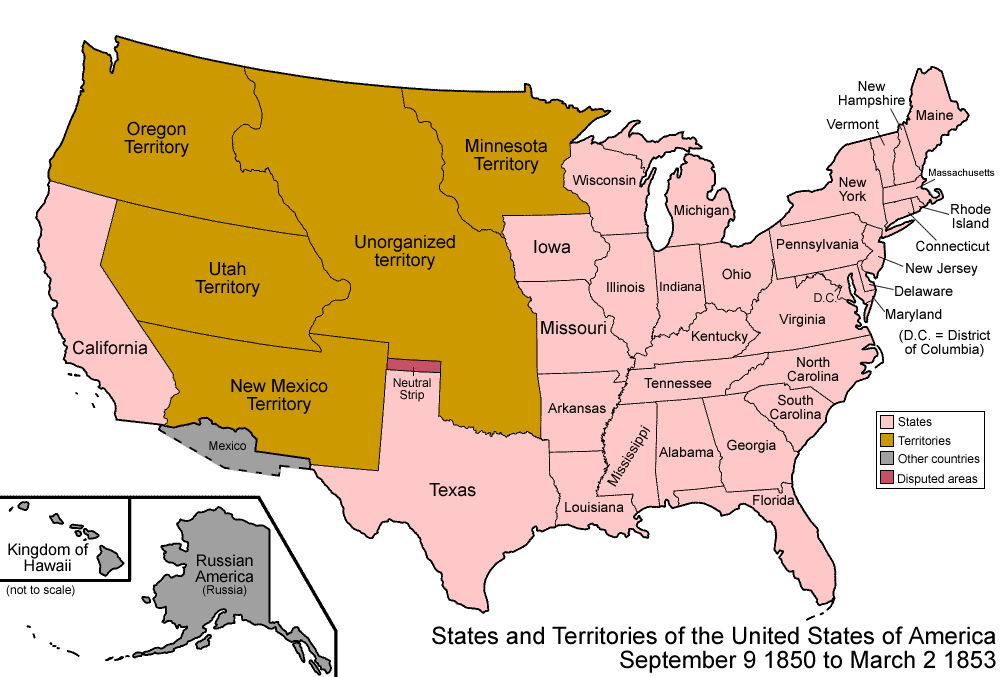
1850년 타협 후의 미국

취임 연설에서 피어스는 1850년 타협이 영토 내 노예제 문제에 대한 논쟁을 해결하기를 희망한다고 밝혔다. 이 타협은 멕시코-미국 전쟁에서 획득한 유타 준주와 뉴멕시코 준주에서 노예제를 허용했다. 북위 36도 30분 이북의 영토에서 노예제를 금지했던 미주리 타협은 루이지애나 매입으로 획득한 다른 미국 영토, 즉 종종 "네브래스카"라고 불리는 광대한 미편성 영토에 대해서는 여전히 유효했다. 미편성 영토로 이주민들이 쏟아져 들어오고, 상업 및 정치적 이해관계자들이 이 지역을 통과하는 대륙횡단 철도를 요구하면서, 미편성 영토의 동부 지역을 조직화해야 한다는 압력이 가중되었다. 영토를 조직화하는 것은 토지 조사가 이루어지지 않고 영토 정부가 승인될 때까지 판매되지 않으므로 정착을 위해 필요했다.

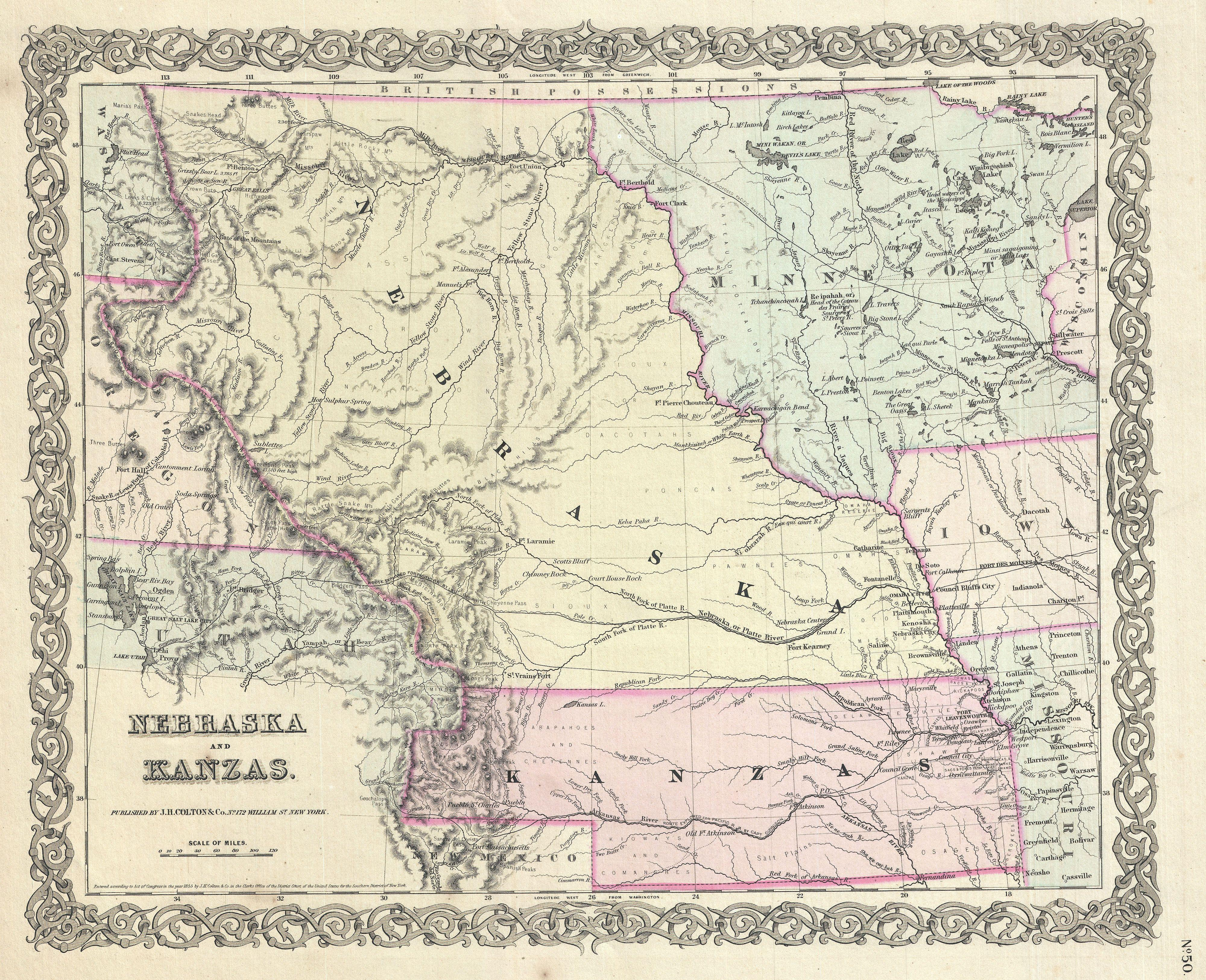
캔자스 네브래스카 법은 캔자스 (분홍색)와 네브래스카 준주 (노란색)를 조직화했다.

피어스는 노예 문제에 대해 명시적으로 언급하지 않고 영토를 조직화하기를 원했지만, 스티븐 더글러스 상원의원은 이를 달성하기에 충분한 남부 지지를 얻지 못했다. 노예주 지도자들은 노예제에 대한 서부 제한에 결코 만족하지 않았고, 노예제가 영토로 확장될 수 있어야 한다고 느꼈다. 반면 많은 북부 지도자들은 그러한 확장에 강력히 반대했다. 더글러스와 그의 동맹자들은 대신 영토를 조직화하고 지역 정착민들이 노예제를 허용할지 여부를 결정하도록 하는 법안을 제안했는데, 이는 사실상 1820년 미주리 타협을 폐지하는 것이었다. 문제의 토지 대부분이 북위 36도 30분 이북에 있었기 때문이다. 더글러스의 법안에 따라 두 개의 새로운 영토가 생성될 예정이었다. 캔자스 준주는 미주리주의 바로 서쪽에 위치하고, 네브래스카 준주는 캔자스 준주의 북쪽에 위치한다. 일반적으로 네브래스카 준주의 사람들은 노예제를 허용하지 않을 것이고, 캔자스 준주의 사람들은 노예제를 허용할 것으로 예상되었다.

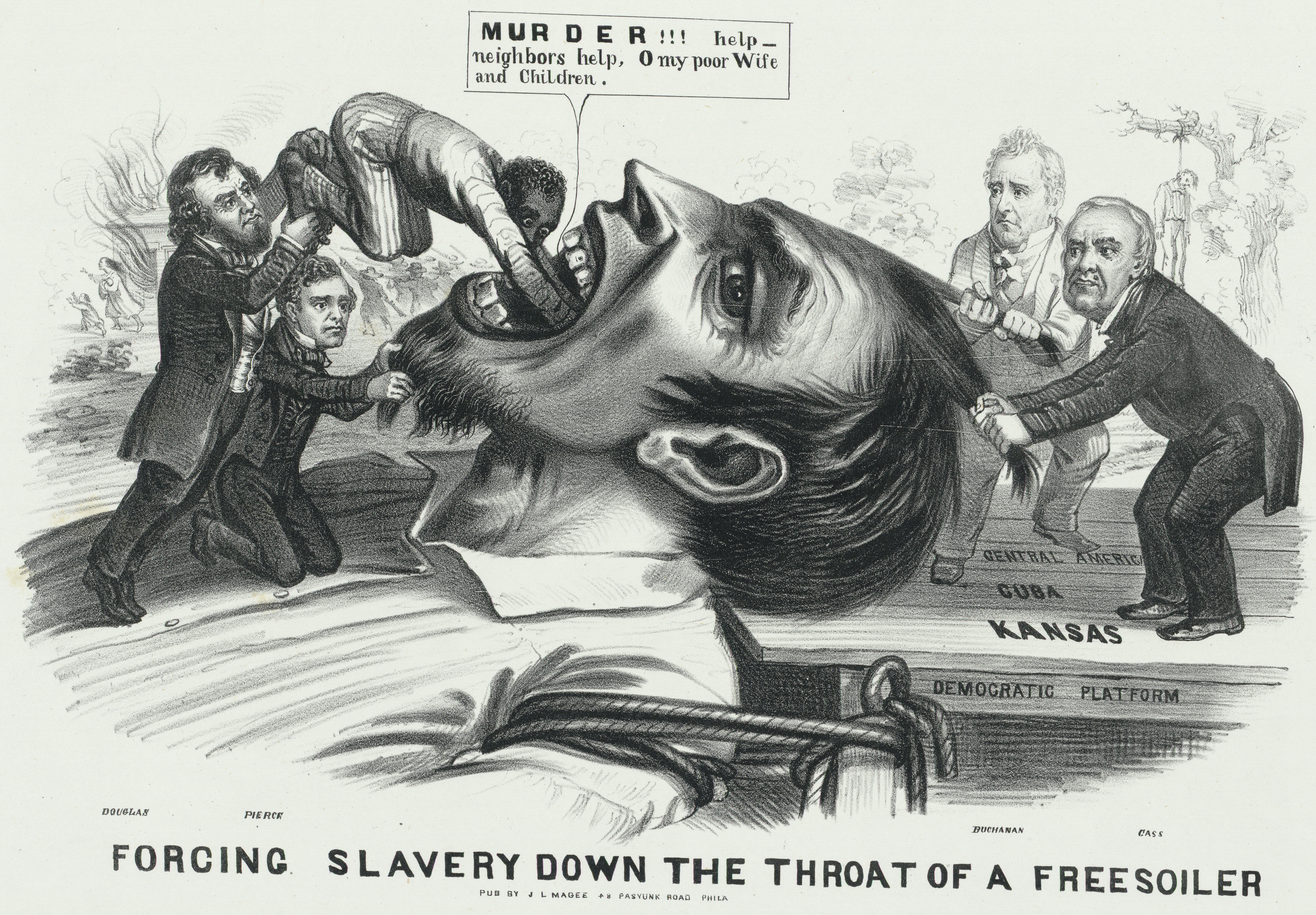
북부인들은 캔자스 네브래스카 법과 쿠바를 통한 피어스의 노예제 확장 시도에 분개했다. 이 1856년 만화에서 자유토지당원은 피어스, 뷰캐넌, 캐스에게 제압당하고 더글러스는 "노예제"(흑인 남성으로 묘사됨)를 그의 목구멍으로 밀어넣고 있다.

피어스는 더글러스의 법안이 북부로부터 격렬한 반대를 불러일으킬 것을 알고 처음에는 회의적이었지만, 더글러스, 데이비스 육군장관, 그리고 "F Street Mess"로 알려진 강력한 남부 상원의원 그룹이 피어스를 설득하여 법안을 지지하게 했다. 이 법안은 오하이오주 상원의원 새먼 P. 체이스와 매사추세츠주 찰스 섬너 같은 북부인들의 끈질긴 반대에 부딪혔고, 이들은 북부에서 법안에 대한 여론을 결집했다. 많은 북부인들은 피어스의 팽창주의 외교 정책과 데이비스와 같은 노예 소유 내각 구성원들의 영향력에 의심을 품었고, 그들은 네브래스카 법안을 남부 침략 패턴의 일부로 보았다. 피어스와 그의 행정부는 위협과 약속을 사용하여 대부분의 민주당원들을 법안에 찬성하도록 유지했다. 휘그당은 지역별로 분열되었고, 이 갈등은 결국 병들어가던 당을 파괴했다. 캔자스 네브래스카 법은 상원을 비교적 쉽게 통과했지만, 하원에서 거의 좌초될 뻔했다. 더글러스와 피어스의 압력은 많은 남부 휘그당원들의 지지와 결합되어 1854년 5월 법안의 통과를 보장했다. 하원과 상원 모두에서 모든 북부 휘그당원들은 캔자스 네브래스카 법에 반대 투표를 했으며, 북부 민주당원의 절반 미만과 양당 남부 의원들의 대다수가 법에 찬성 투표를 했다.

#### 피의 캔자스
캔자스 네브래스카 법이 논의되는 동안에도 노예제 문제의 양측 정착민들이 캔자스로 쏟아져 들어와 캔자스의 노예제 지위에 영향을 미치려 했다. 이 법안의 통과는 집단 간의 폭력을 너무나 많이 초래하여 이 영토는 피의 캔자스로 알려지게 되었다. 뉴잉글랜드 이주 지원 협회는 노예제 반대 농민들이 캔자스로 이주하도록 도왔고, 존 브라운과 그의 아들들은 곧 이 이주민들 중에서 가장 기억에 남는 인물이 되었다. 그러나 노예제 반대 농민들은 캔자스 선거에 투표하기 위해 미주리에서 건너온 수천 명의 친노예제 국경 거칠이들보다 수가 적었으며, 이는 친노예제 세력이 영토 정부를 장악하게 만들었다. 피어스는 불규칙성에도 불구하고 결과를 지지했다. 새로운 의회는 나중에 자유토지 문학 읽기를 범죄화하고, 도망 노예법을 지지하지 않는 사람들의 투표권을 박탈하며, 노예를 소유하지 않은 사람들은 공직을 맡을 수 없도록 하는 법을 채택했다. 자유주 지지자들이 그림자 정부를 세우고 토피카 헌법을 초안했을 때, 피어스는 그들의 작업을 반란 행위로 규정하고 토피카 정부가 회의를 개최하는 것을 막기 위해 군대를 파견하도록 명령했다.
대통령은 의회 조사위원회가 선거가 불법적이었다고 밝힌 후에도 민주당이 장악한 친노예제 의회를 계속 인정했다. 피어스의 행동에 대응하여 몇몇 북부 주 의회는 캔자스 내 반노예제 단체를 지지하는 결의안을 통과시켰다. 로버트 툼스는 상원을 통과한 타협 캔자스 주 입법 법안을 마련했지만, 하원의 피어스 반대자들은 그 법안을 부결시켰다. 캔자스의 폭력은 1856년에 격화되었고, 친노예제 세력은 로렌스 (캔자스주) 마을을 약탈했다. 같은 해, 포타와토미 학살에서 존 브라운이 이끄는 반노예제 단체가 친노예제 정착민들을 살해했다. 피어스가 중립적인 존 W. 기어리를 영토 주지사로 임명한 후 상황은 다소 진정되었지만, 피어스가 퇴임할 때까지 긴장은 여전히 높았다.

#### 다른 문제들
캔자스 네브래스카 법의 통과는 보스턴에서 탈출 노예 앤서니 번스의 체포와 동시에 일어났다. 북부인들은 번스를 지지하기 위해 궐기했지만, 피어스는 도망 노예법을 철저히 따르기로 결심했고, 분노한 군중에도 불구하고 번스를 버지니아 소유주에게 돌려보내기 위해 연방군을 파견했다. 1820년 미주리 타협의 동시 폐지와 도망 노예법의 집행은 많은 북부인들을 소외시켰고, 여기에는 이전에 도망 노예법을 지역적 타협으로 받아들였던 사람들도 포함되었다. 섬유 거물 에이모스 애덤스 로렌스는 피어스 행정부의 도망 노예법 집행에 대한 많은 북부 휘그당원들의 반응을 다음과 같이 묘사했다. "우리는 어느 날 밤 구식의 보수적이고 타협적인 연합 휘그당원으로서 잠자리에 들었고, 완전히 미친 노예 폐지론자가 되어 깨어났다." 몇몇 북부 주들은 자유 흑인의 납치를 막고 도망 노예법의 집행을 더 어렵게 만들기 위해 개인 자유법을 제정했다. 마거릿 가너를 포함한 도망 노예 논란은 피어스 대통령 임기 내내 논란을 불러일으켰다.
찰스 섬너 상원의원의 노예 제도 반대 연설에 대한 응답으로 사우스캐롤라이나주 하원의원 프레스턴 브룩스는 섬너를 지팡이로 구타하여 섬너가 1859년까지 상원으로 돌아갈 수 없게 만들었다. 하원은 브룩스에 대한 징계를 결의했으며, 브룩스는 하원에서 사임했지만 얼마 후 재선에 성공했다. 남부의 많은 사람들은 브룩스의 행동을 지지했다. 리치먼드 인콰이어러는 "저속한 노예 폐지론자들은 자신들을 너무 과대평가하고 있다... 그들은 복종하도록 채찍질되어야 한다"고 썼다. 한편, 많은 북부인들은 정치적 폭력에 경악했다.

### 당파 재편성
1850년 타협은 양대 정당을 지리적 경계로 분열시켰다. 몇몇 북부 주에서 타협에 반대했던 민주당원들은 자유토지당과 합류하여 주 정부를 장악했다. 남부에서도 많은 주 정당들이 타협으로 인해 분열되었다. 북부인 대다수는 노예제 폐지를 지지하지 않았지만, 자유주 정착민들의 배제를 초래할 것을 우려했기 때문에 서부 영토로의 노예제 확장에 적대적이었다. "자유 토지" 운동(자유 토지당원들만이 참여하는 것은 아니었다)의 지지자들은 노예제를 현재 존재하는 주들로 제한하기를 원했다. 한편 남부인들은 자신들의 제도에 대한 어떠한 간섭도 싫어했으며, 노예제가 계속 존재하려면 영토로 확장되어야 한다고 믿었다.
피어스는 자신의 당을 통합하기 위해 남북 양쪽의 1850년 타협 지지자와 반대자를 모두 임명했다. 이러한 정책은 특히 남부에서 타협 지지자와 반대자 모두를 분노하게 했다. 피어스는 모든 충성스러운 민주당원들이 캔자스 네브래스카 법을 지지할 것을 요구했으며, 그 법과 서부 개발에 대한 논쟁이 당파적 갈등을 다시 활성화하고 당내 분쟁으로부터 주의를 돌릴 것을 희망했다. 그러나 이 법안은 대신 입법자들을 지역적 경계로 양극화시켰고, 소수의 북부 민주당원들이 반대 투표를 하는 가운데 남부 휘그당원들이 하원에서 결정적인 표를 제공했다. 한편 휘그당은 정당으로서 계속 쇠퇴했다. 자유토지당은 금주 운동에 공감하는 많은 사람들의 지지를 얻었고, 무지당 운동은 가톨릭 이민자들에 대한 증가하는 토착주의 공포를 이용했다. 이러한 토착주의는 1850년대의 이민 증가와 더불어 더 높은 범죄율과 빈곤층 구제를 위한 지출로 인해 더욱 부추겨졌는데, 많은 유권자들은 이를 이민에 기인한다고 보았다. 윌리엄 슈어드와 일부 다른 북부 휘그당원들은 자유토지당원들과 캔자스-네브래스카 법에 반대하는 민주당원들을 휘그당으로 데려오려고 했지만, 이들 중 많은 사람들은 "자유의 확립과 노예 권력의 타도"에 헌신하는 새로운 정당을 설립하는 것을 선호했다. 새로운 반노예제 정당은 1854년 5월 리폰 (위스콘신주)에서 열린 집회에서 설립되었으며, 이 정당은 공화당으로 알려지게 되었다. 에이브러햄 링컨을 포함한 공화당 지도자들은 노예제 폐지를 요구하지 않고, 대신 의회가 노예제가 영토로 확장되는 것을 막을 것을 요구했다.
의회 민주당은 1854년 중간선거에서 막대한 손실을 입었는데, 유권자들이 민주당과 캔자스-네브래스카 법에 반대하는 다양한 신당들에게 지지를 보냈기 때문이다. 몇몇 주에서는 캔자스-네브래스카 법과 민주당의 반대자들이 자신들을 단순히 "반대당"이라고 불렀다. 무지당 운동의 일원들은 북동부와 남부의 휘그당과 민주당의 수많은 의회 후보들을 물리쳤다. 대부분의 북부 무지당원들은 캔자스-네브래스카 법에 반대했고, 많은 반노예제 지도자들이 토착주의에 대해 불편함을 느꼈음에도 불구하고 몇몇 주에서는 반노예제 단체들이 무지당 운동과 동맹을 맺었다. 피어스의 고향인 뉴햄프셔주에서는 지금까지 민주당에 충성스러웠지만, 무지당원들이 주지사, 세 명의 대표 모두를 선출하고, 의회를 지배했으며, 존 P. 헤일을 상원으로 돌려보냈다. 제34회 의회가 소집되었을 때, 하원은 대략 105명의 공화당원, 80명의 민주당원, 50명의 무지당 관련 아메리칸당원으로 구성되었다. 무지당과 자유토지당 모두와 연관된 나다니엘 뱅크스는 오랜 싸움 끝에 하원 의장으로 당선되었다.
1855년까지 공화당은 휘그당을 대체하여 주 절반에서 민주당의 주요 반대 세력이 되었고, 나머지 주에서는 무지당이 휘그당을 대체했다. 메릴랜드와 같은 주에서는 일부 민주당원들이 아메리칸당에 합류했지만, 많은 남부 주에서는 아메리칸당이 거의 전적으로 전 휘그당원들로 구성되었다. 무지당은 곧 미주리 타협 복원 제안을 놓고 지역적으로 분열되었고, 캔자스 논란이 계속되면서 무지당원, 휘그당원, 심지어 민주당원들도 점점 더 공화당에 매력을 느꼈다. 피어스는 공화당에 대한 완전한 반대를 선언하며 그가 반남부적 입장이라고 본 것을 비난했지만, 캔자스에서의 그의 친남부적 행동으로 여겨지는 것들은 계속해서 북부의 분노를 부추겼다.

### 경제 정책 및 내부 개선

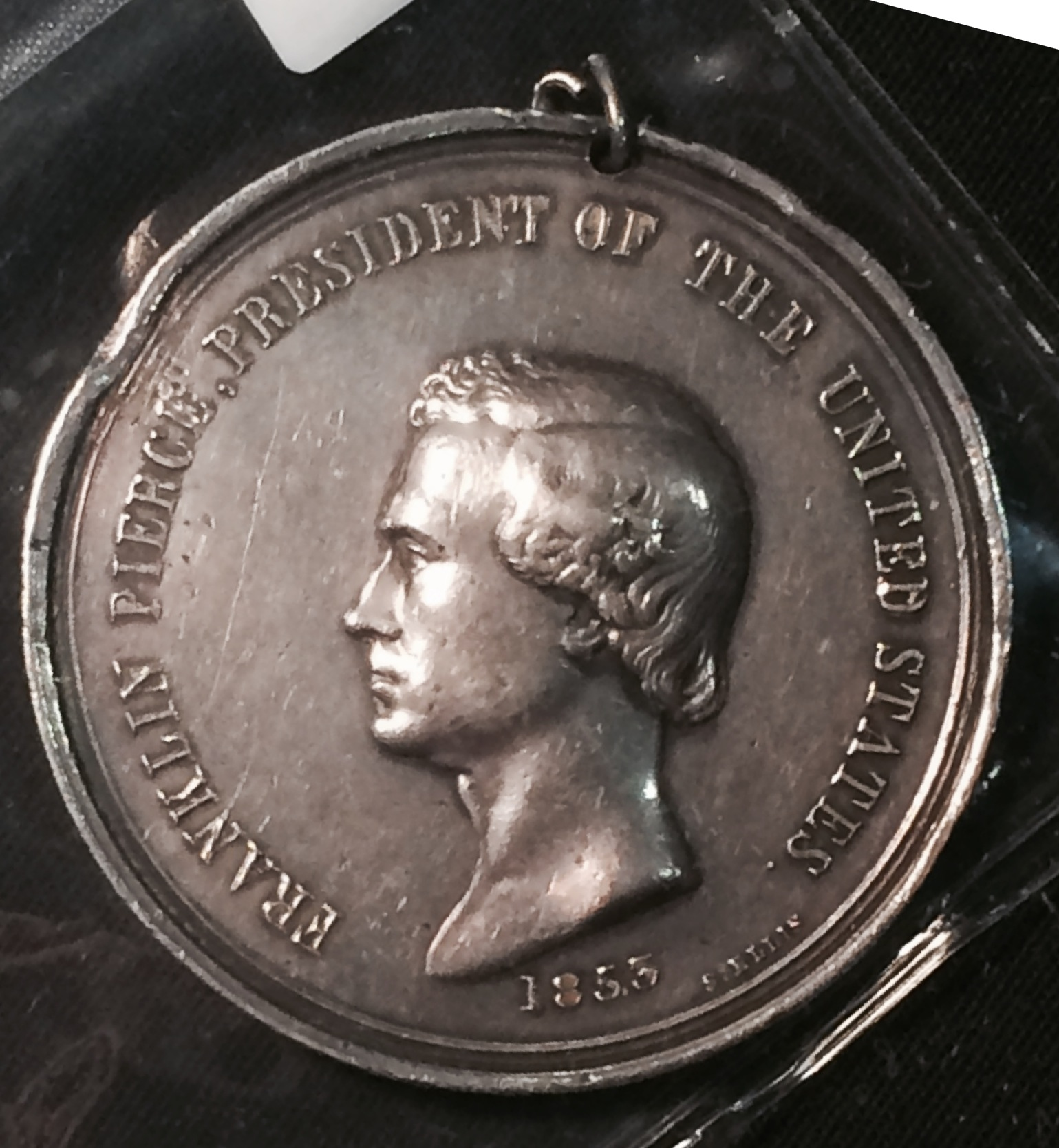
피어스를 묘사한 인디언 평화 메달

피어스는 도로 및 운하와 같은 연방 기금 내부 개선에 자주 거부권을 행사했다. 그가 거부권을 행사한 첫 번째 법안은 개혁가 도로시아 딕스가 옹호한 정신병원에 자금을 지원하는 것이었다. 법안에 거부권을 행사하면서 피어스는 "헌법에서 연방 정부가 미국 전역의 공공 자선의 위대한 분배자가 되는 권한을 찾을 수 없습니다."라고 말했다. 그는 몇몇 다른 내부 개선 프로젝트에 거부권을 행사했지만, 인프라 프로젝트에 대한 연방 기금을 제공하는 일부 법안에 서명했다. 북부 비평가들은 피어스가 남부에 이익이 되는 프로젝트를 선호하는 경향이 있다고 비난했다. 피어스는 또한 워커 관세의 인하를 요구했는데, 이는 이미 관세율을 역사적으로 낮은 수준으로 낮춘 것이었다. 대통령 임기 마지막 날에 피어스는 관세율을 더욱 낮춘 1857년 관세법에 서명했다.
대부분의 기반 시설 프로젝트에 대한 연방 기금 지원에 반대했음에도 불구하고, 피어스는 대륙 횡단 철도 건설을 위한 연방 지원을 선호했다. 데이비스 육군 장관은 피어스의 요청에 따라 지형 공병대와 함께 전국에 걸쳐 가능한 대륙 횡단 철도 노선에 대한 조사를 주도했다. 민주당은 오랫동안 내부 개선을 위한 연방 예산 편성을 거부했지만, 데이비스는 그러한 프로젝트가 헌법적 국가 안보 목표로 정당화될 수 있다고 생각했다. 데이비스는 또한 육군 공병대를 배치하여 미국 국회의사당 확장 및 워싱턴 기념탑 건설을 포함한 컬럼비아 특별구의 건설 프로젝트를 감독하게 했다. 육군 공병대는 네 개의 가능한 대륙 횡단 철도 노선을 조사했으며, 이들 모두는 결국 철도에 사용될 것이었다. 데이비스는 뉴올리언스에서 샌디에고까지 이어지는 가장 남부 노선을 선호했고, 더 북부 노선에 대한 그의 반대는 피어스가 퇴임할 때까지 대륙 횡단 철도 건설이 시작되지 않도록 하는 데 기여했다.

### 행정 개혁
피어스는 전임자들보다 더 효율적이고 책임감 있는 정부를 운영하려고 노력했다. 그의 내각 구성원들은 30년 후 통과된 펜들턴법의 선구자격인 초기 공무원 시험 제도를 시행했다. 미국 내무부는 로버트 매클렐런드 장관에 의해 개혁되었는데, 그는 그 운영을 체계화하고 서류 기록 사용을 확대하며 사기를 추적했다. 피어스의 또 다른 개혁은 연방 판사와 변호사를 임명하는 데 있어서 법무장관의 역할을 확대하는 것이었다. 이는 궁극적으로 법무부의 발전에 중요한 단계였다. 피어스는 미국 재무부를 개혁하도록 재무장관 거스리에게 지시했는데, 재무부는 비효율적으로 관리되었고 많은 미결 계정이 있었다. 거스리는 재무부 직원과 관세 징수원에 대한 감독을 강화했는데, 그들 중 많은 사람들이 정부에서 돈을 유용하고 있었다. 자금을 재무부에 보관하도록 요구하는 법이 있었음에도 불구하고, 휘그당 행정부에서는 대규모 예금이 민간 은행에 남아 있었다. 거스리는 이 자금을 회수하고 부패한 관리들을 기소하려고 노력했지만, 성공은 미미했다.

## 외교 및 군사 문제
피어스 행정부는 윌리엄 L. 마시가 국무장관으로서 선두에 서서 팽창주의 영 아메리카 운동과 보조를 맞췄다. 마시는 세계에 뚜렷한 미국적 공화주의적 이미지를 제시하고자 했다. 그는 미국 외교관들이 유럽 법정에서 입는 화려한 외교관 복장 대신 "미국 시민의 단순한 복장"을 입고, 영사관에 미국 시민만 고용할 것을 권고하는 회람을 발행했다. 마시는 1853년 중반에 미국 시민이 되려는 의도에도 불구하고 오스트리아 정부에 의해 해외에서 체포되었던 오스트리아 난민 마르틴 코슈타를 옹호하는 73쪽짜리 편지로 국제적인 찬사를 받았다.

### 개즈던 매입

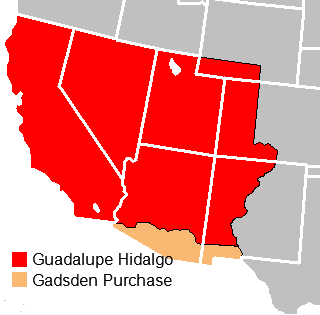
1848년 과달루페 이달고 조약과 1853년 개즈던 매입으로 멕시코가 할양한 토지 지도

남부 횡단 철도 노선의 지지자였던 데이비스 육군 장관은 피어스를 설득하여 철도 거물 제임스 개즈던을 멕시코로 보내 잠재적 철도 부지를 매입하게 했다. 개즈던은 또한 미국이 뉴멕시코 준주에서 멕시코로의 아메리카 원주민 습격을 막도록 요구하는 과달루페 이달고 조약의 조항들을 재협상하도록 지시받았다. 피어스는 개즈던에게 바하칼리포르니아주 전역을 포함한 멕시코 북부의 넓은 지역에 대해 5천만 달러를 제안하는 조약을 협상하도록 승인했다. 개즈던은 결국 1853년 12월 멕시코 대통령 안토니오 로페스 데 산타 안나와 덜 광범위한 조약을 체결하여 멕시코 소노라주의 일부를 매입했다. 협상은 윌리엄 워커의 멕시코 무단 원정으로 인해 거의 좌초될 뻔했고, 따라서 미국이 미래의 그러한 시도에 맞서 싸우는 조항이 포함되었다. 조약의 다른 조항으로는 미국 시민들의 멕시코 정부에 대한 모든 사적 청구권 승계와 테우안테펙 지협을 통한 미국의 통행권 확보가 있었다. 피어스는 이 조약에 실망했고, 개즈던은 나중에 워커의 원정이 없었다면 멕시코가 바하칼리포르니아 반도와 더 많은 소노라주를 할양했을 것이라고 주장했다.
이 조약은 북부 의원들로부터 적대적인 반응을 얻었으며, 이들 중 많은 이들이 이 조약을 노예 권력에 이익이 되도록 고안된 또 다른 움직임으로 보았다. 의회는 개즈던 매입을 현재 애리조나주 남부와 뉴멕시코주 남부 일부를 구성하는 지역으로 축소했다. 원래 조약은 칼리포르니아만의 항구를 미국에 할양하는 것이었다. 의회는 또한 멕시코에 지불되는 금액을 1,500만 달러에서 1,000만 달러로 줄였고, 알베르트 G. 슬루라는 개인 시민의 이익이 매입으로 인해 위협받았기 때문에 보호 조항을 포함했다. 피어스는 연방 정부가 민간 산업을 지원하는 데 사용되는 것에 반대했고 최종 조약 버전을 승인하지 않았지만, 그럼에도 불구하고 비준되었다. 이 획득으로 미국 본토는 나중에 약간의 조정을 제외하고 현재의 국경에 도달했다.

### 영국과의 관계
피어스 대통령 재임 기간 동안 캐나다에서의 미국 어업권과 중앙아메리카에서의 미국과 영국의 야망에 대한 분쟁으로 영국과의 관계는 긴장되었다. 마시는 존 크램프턴 워싱턴 주재 영국 공사와 무역 호혜 협정을 체결했는데, 이는 캐나다 해역에서의 영국 해군 순찰 필요성을 줄일 것이었다. 피어스가 캐나다의 미국 합병을 위한 첫 단계로 보았던 이 조약은 1854년 8월에 비준되었다. 행정부가 캐나다-미국 국경에 대해 영국과 협상하는 동안, 미국 이익은 중앙아메리카에서도 위협받고 있었다. 1850년 클레이튼-불워 조약은 영국이 영향력을 확대하는 것을 막지 못했다. 뷰캐넌 국무장관은 영국이 중앙아메리카에 있는 영토를 포기하도록 설득하려 했다.
크림 전쟁 동안 미국과의 우호적인 관계를 확보하기 위해 영국은 중앙 아메리카에서의 대부분의 주장을 포기할 준비가 되어 있었지만, 영국이 보호하는 그레이타운 항구에서의 사건이 영국-미국 관계를 악화시켰다. 미국 회사 직원의 살해 사건으로 인해 피어스는 USS 사이앤에게 그레이타운으로 갈 것을 명령했고, 사이앤은 그레이타운을 파괴했다. 그레이타운의 파괴와 중앙 아메리카에서의 미국 필리부스테로에도 불구하고, 영국 상인들은 미국과의 전쟁에 강력히 반대하여 양국 간의 전쟁이 발발하지 않도록 했다. 뷰캐넌의 후임 영국 대사 조지 M. 댈러스는 영국과의 조약을 체결했는데, 이 조약에서 영국은 그레이타운과 중앙 아메리카의 대부분의 다른 영토에서 철수하는 데 동의했고, 대신 미국은 벨리즈에서의 영국 이익을 인정했다. 그러나 상원은 이 협정을 비준하지 않았다.

### 쿠바 정책 및 오스텐드 성명
많은 전임자들처럼 피어스는 스페인령 쿠바를 합병하기를 희망했다. 쿠바는 부유한 설탕 농장을 보유하고 카리브해에서 전략적 위치를 차지했으며, 새로운 노예주의 가능성을 나타냈다. 피어스는 영 아메리카 추종자 피에르 솔레를 스페인 특명 전권 공사로 임명했고, 솔레는 스페인 정부를 빠르게 소외시켰다. 스페인이 아바나에서 미국 상선을 나포한 블랙 워리어 사건 이후, 피어스 행정부는 쿠바를 침공하거나 같은 의도를 가진 필리부스테로 원정을 지원하는 것을 고려했지만, 결국 스페인으로부터 쿠바를 매입하는 데 노력을 집중하기로 결정했다.
술레, 뷰캐넌, 존 Y. 메이슨 대사들은 스페인으로부터 쿠바를 1억 2천만 달러에 구매할 것을 제안하는 문서를 작성했지만, 제안이 거절될 경우 쿠바를 스페인으로부터 "강탈"하는 것을 정당화하려고도 시도했다. 이 문서는 기본적으로 피어스 행정부의 내부 참고용으로만 작성된 포지션 페이퍼였으며, 쿠바와 스페인에 대한 미국의 입장에 대한 새로운 생각을 제시하지 않았고, 공개적인 선언문으로 의도되지 않았다. 그럼에도 불구하고 오스텐드 성명의 발표는 노예 소유 지역을 합병하려는 시도로 본 북부인들의 경멸을 불러일으켰다. 이 문서의 공개는 민주당이 종종 옹호했던 명백한 운명의 팽창주의 정책을 불신임하는 데 도움이 되었다.

### 기타 문제들
육군 장관 데이비스와 해군 장관 제임스 C. 더빈은 육군과 해군이 부족한 병력, 신기술 채택에 대한 망설임, 비효율적인 관리로 인해 좋지 않은 상태임을 발견했다. 피어스 행정부 동안, 의회는 연방 예산 중 국방부에 지출되는 비율을 20%에서 28%로 늘렸다. 데이비스는 이 돈을 더 큰 군대, 미국 육군사관학교 개선, 그리고 다른 조치들에 자금을 지원하는 데 사용했다. 더빈은 해군의 증기력으로의 전환을 포함한 몇 가지 개혁을 선호했으며, 그는 몇 척의 새로운 함선 건설에 대한 의회의 승인을 얻었다.
피어스 행정부 동안, 매슈 페리 (군인) 제독은 동쪽으로 무역을 확대하기 위한 노력의 일환으로 일본을 방문했다(원래 필모어 대통령 시절에 계획된 사업). 페리는 일본 에도 막부와 소규모 무역 조약을 체결하여 성공적으로 비준되었다. 마시는 일본에 첫 미국 영사를 타운젠드 해리스로 선정했는데, 그는 일본과 미국 간의 무역을 더욱 확대하는 데 기여했다. 페리는 또한 타이완, 오키나와, 그리고 오가사와라 제도의 미국 식민화를 옹호했지만, 피어스 행정부는 페리의 제안을 지지하지 않았다.
피어스는 도미니카 공화국의 불안정성이 프랑스나 스페인과의 동맹으로 이어질 것을 우려하여 도미니카 공화국으로부터 사마나만을 매입하려고 시도했다. "인종이나 피부색에 대한 차별 없이" 미국 내 도미니카 시민의 권리 보호를 주장한 도미니카의 요구로 인해 어떠한 도미니카-미국 조약도 체결되지 못했다. 피어스 행정부는 하와이 왕국을 합병할 가능성을 모색했지만, 카메하메하 3세 왕이 인종에 관계없이 모든 하와이 시민에게 완전한 시민권을 주장했기 때문에 피어스 대통령 임기 동안 합병 가능성은 없었다.
1856년, 의회는 구아노 제도법을 통과시켰는데, 이 법은 미국 시민들이 구아노 퇴적물을 포함하는 무주도를 소유할 수 있도록 허용했다. 해조류의 축적된 배설물인 구아노는 비료로서 가치가 있었다. 피어스가 퇴임한 한참 후에도 이 법은 미드웨이 환초를 포함한 여러 영토에 대한 주장을 제기하는 데 사용될 것이다.
미국인 자유 방랑자인 윌리엄 워커는 니카라과를 정복하고 독재 체제를 수립했다. 그는 다른 행동들 중에서도 노예 제도를 도입하기 시작했다. 1856년, 피어스는 워커의 독재 체제를 공식적으로 인정했다. 워커는 니카라과가 노예 주로 미국에 편입되기를 희망했지만, 그의 계획은 결코 실현되지 않았다.

## 1856년 선거와 정권 교체
1856년 선거가 다가오자 많은 민주당원들이 피어스를 뷰캐넌이나 더글러스로 교체해야 한다고 말했지만, 피어스는 특히 남부에서 내각과 당 내 많은 다른 사람들의 지지를 유지했다. 뷰캐넌은 1853년부터 해외에 있었기 때문에 인기 없는 캔자스-네브래스카 법과 연관될 수 없었고, 많은 북부 민주당원들의 후보가 되었다. 6월 5일 신시내티 (오하이오주)에서 열린 전당대회에서 투표가 시작되었을 때, 피어스는 필요한 3분의 2 득표는 아니더라도 최소한 다수표를 얻을 것으로 예상했다. 첫 투표에서 그는 뷰캐넌의 135표에 비해 122표만 얻었으며, 그 중 많은 표가 남부에서 나왔고, 더글러스와 캐스가 나머지 표를 얻었다. 다음날 아침까지 14번의 투표가 완료되었지만, 세 주요 후보 중 누구도 3분의 2 득표를 얻지 못했다. 투표가 진행될수록 지지율이 서서히 하락하고 있던 피어스는 뷰캐넌을 물리치기 위한 최후의 노력으로 자신의 지지자들에게 더글러스에게 표를 던지도록 지시하며 자신의 이름을 철회했다. 당시 43세에 불과했던 더글러스는 나이 많은 뷰캐넌이 이번에는 승리하도록 내버려 두면 1860년에 지명될 수 있다고 믿었고, 뷰캐넌 캠프의 매니저들로부터 그렇게 될 것이라는 확답을 받았다. 두 번 더 교착 상태의 투표가 있은 후, 더글러스의 매니저들이 그의 이름을 철회하여 뷰캐넌이 명백한 승자가 되었다. 피어스에게 충격을 완화하기 위해 전당대회는 그의 행정부에 대한 "무조건적인 승인" 결의안을 발표하고, 그의 동맹이었던 전 켄터키주 하원의원 존 C. 브레킨리지를 부통령 후보로 선택했다. 이 패배는 재선을 적극적으로 추진하던 당선 대통령이 두 번째 임기 후보로 지명되지 못한 유일한 미국 역사상 유일한 사례였다.

1856년 대통령 선거에서 민주당 제임스 뷰캐넌이 공화당 존 C. 프리몬트와 아메리칸당 후보 밀러드 필모어를 물리쳤다.

피어스는 뷰캐넌을 지지했지만, 둘은 계속 거리를 두었고, 대통령은 11월까지 캔자스 상황을 해결하여 민주당의 총선 승리 가능성을 높이려 했다. 기어리 주지사가 캔자스에서 질서를 회복할 수 있었지만, 선거 피해는 이미 발생했다. 공화당은 "피의 캔자스"와 "피의 섬너"(찰스 섬너에 대한 잔인한 폭행)를 선거 구호로 사용했다. 민주당의 강령과 뷰캐넌의 피어스 정책 지지는 많은 북부 민주당원들이 당을 떠나게 했다. 1856년 공화당 전당대회는 존 C. 프리몬트를 당의 대통령 후보로 선택했다. 프리몬트의 공개적인 견해는 널리 알려지지 않았지만, 공화당은 프리몬트의 군사적 명성을 이용하여 1856년 선거에서 승리하기를 희망했다. 한편 무지당 전국 전당대회는 전 대통령 필모어를 또 다른 임기 후보로 지명하고 캔자스-네브래스카 법에 반대하지 않음으로써 많은 북부 무지당원들을 소외시켰다. 필모어는 또한 참석자가 적었던 1856년 휘그당 전당대회에서 대통령 후보 지명을 받았다. 필모어는 토착주의 문제를 최소화하고, 대신 당을 연합주의와 휘그당 부활을 위한 플랫폼으로 사용하려고 시도했다.
민주당 후보가 당선되었지만, 뷰캐넌은 16개 자유주 중 5개 주에서만 승리했다(피어스는 14개 주에서 승리했다). 공화당 후보인 프리몬트는 나머지 11개 자유주를 모두 휩쓸었고, 필모어는 메릴랜드를 얻었으며 아마도 펜실베이니아주가 공화당으로 넘어가는 것을 막는 데 기여했을 것이다. 북부에서 민주당의 일반 투표 지분은 1852년 피어스의 49.8%에서 41.4%로 떨어졌다. 공화당의 강력한 지지율은 그들이 휘그당을 대체하여 민주당의 주요 반대 세력이 될 것임을 확인시켜 주었다.
피어스는 지명을 잃은 후에도 자신의 수사를 완화하지 않았다. 1856년 12월에 전달된 의회에 대한 그의 마지막 메시지에서, 그는 피의 캔자스에 대해 반노예제 운동가들을 비난했고, 공화당을 국가 통일의 위협으로 강력히 공격했다. 그는 또한 재정 정책과 다른 국가들과의 평화로운 관계 달성에 대한 자신의 기록을 옹호할 기회를 가졌다. 피어스 행정부의 마지막 날에, 의회는 육군 장교들의 봉급을 인상하고 새로운 해군 함정을 건조하며, 징집된 해군 병사의 수를 늘리는 법안을 통과시켰다. 또한 그는 오랫동안 원했던 관세 인하 법안을 통과시켜 1857년 관세법을 제정했다. 전환 기간 동안 피어스는 그가 오랫동안 싫어했던 뷰캐넌을 비판하는 것을 피했지만, 뷰캐넌이 완전히 새로운 내각을 구성하기로 결정한 것에 분노했다. 피어스와 그의 내각은 1857년 3월 4일 퇴임했으며, 이는 미국 역사상 최초로 원래 내각 구성원들이 모두 4년 임기를 채운 유일한 사례였다.

## 역사적 평가
피어스는 1869년 사망한 후 주로 미국인의 의식 속에서 잊혔는데, 재앙적인 재임 기간이 내전으로 이어진 일련의 대통령 중 한 명으로만 기억되었다. 역사가들은 일반적으로 그를 자신이 직면한 문제에 압도당한 무능한 대통령으로 평가하며, 그를 최악의 대통령 중 한 명으로 분류하는 경향이 있다. 역사가 에릭 포너는 "그의 행정부는 미국 역사상 가장 재앙적인 행정부 중 하나로 판명되었다. 잭슨 시대부터 물려받은 당 체제의 붕괴를 목격했다"고 말한다. 2018년 미국정치학회 대통령 및 행정 정치 부문의 설문조사에서는 피어스를 다섯 번째로 나쁜 대통령으로 평가했다. 2017년 C-SPAN의 역사가 설문조사에서는 피어스를 세 번째로 나쁜 대통령으로 평가했다. 대중은 C-SPAN 설문조사(2000년 및 2009년)에서 그를 동료들 중 뒤에서 세 번째로 평가했다.
대통령으로서 피어스가 지역 간 화합을 확보하지 못한 실패는 잭슨 시대에 시작된 민주당의 지배를 종식시키는 데 기여했으며, 공화당이 국가 정치를 대부분 통제하는 70년 이상의 기간으로 이어졌다. 데이비드 포터는 오스텐드 성명과 캔자스-네브래스카 법이 "프랭클린 피어스 행정부의 두 가지 큰 재앙이었다... 둘 다 엄청난 대중의 비난을 불러일으켰다"고 결론짓는다. 더 중요하게, 포터는 그들이 명백한 운명과 "인민 주권"을 정치적 교리로 영구히 불신하게 만들었다고 말한다. 2010년 저술가 케네스 니비슨은 피어스의 외교 정책에 대해 더 긍정적인 견해를 취하며, 그의 팽창주의가 나중에 윌리엄 매킨리와 시어도어 루스벨트와 같은 대통령들의 선구자였다고 주장한다. 이들은 미국이 자신의 염원을 관철시킬 군사력을 가졌을 때 재임했다. "1890년대부터 시작되어 20세기 중반까지 유럽 식민주의를 대체한 미국의 외교 및 상업 정책은 프랭클린 피어스 대통령 재임 기간 동안 국제 무대에서 배양된 잭슨 민주주의의 온정주의에 많은 것을 빚지고 있다."
역사가 래리 가라는 다음과 같이 썼다.
[피어스]는 거의 초인적인 기술을 요구하는 시기에 대통령이었다. 그러나 그는 그런 기술이 부족했고, 자신이 선출된 직책에 결코 성장하지 못했다. 헌법과 연합에 대한 그의 견해는 잭슨 시대의 과거에서 비롯되었다. 그는 북부의 자유 토지 정서의 본질이나 깊이를 완전히 이해하지 못했다. 그는 캐나다와 호혜 무역 조약을 협상하고, 일본을 서구 무역에 개방하기 시작하고, 남서부에 토지를 추가하며, 해외 제국 건설을 위한 법안(구아노 제도법)에 서명할 수 있었다. 그의 쿠바와 캔자스 정책은 더 깊은 지역 갈등으로만 이어졌다. 캔자스-네브래스카 법에 대한 그의 지지와 도망 노예법을 집행하려는 그의 결단은 지역을 양극화하는 데 기여했다. 피어스는 근면했으며 그의 행정부는 횡령으로 거의 오염되지 않았지만, 그 격동의 4년간의 유산은 분리주의와 내전의 비극에 기여했다.
전기 작가 로이 니콜스는 다음과 같은 주장을 했다.
국가 정치 지도자로서 피어스는 우연이었다. 그는 정직하고 자신의 견해를 고수했지만, 결정을 내리는 데 어려움을 겪고 종종 최종 결정을 내리기 전에 번복했기 때문에 전반적으로 불안정한 인상을 주었다. 친절하고, 예의 바르고, 관대했던 그는 많은 개인을 매료시켰지만, 모든 파벌을 만족시키려는 그의 시도는 실패하여 많은 적을 만들었다. 엄격한 해석이라는 그의 원칙을 수행하는 데 있어 그는 법의 문자적인 의미를 자신들의 편에 두었던 남부인들과 가장 잘 일치했다. 그는 남부에 대한 북부 감정의 깊이와 진정성을 전혀 깨닫지 못했고, 자신이 묘사한 바와 같이 자신의 뉴잉글랜드 사람들이 법과 헌법을 전반적으로 무시하는 것에 당황했다. 그는 결코 대중의 상상력을 사로잡지 못했다. 그의 행정부 초기에 발생한 어려운 문제들을 해결하지 못했기 때문에 그는 특히 북부에서 많은 사람들의 존경을 잃었고, 그의 몇 가지 성공은 대중의 신뢰를 회복시키지 못했다. 그는 경험이 부족한 사람이었으며, 적절한 훈련이나 기질적 적합성 없이 엄청난 책임을 갑자기 맡아 최선을 다하려고 노력했다.

## 내용주
1. ↑  킹 부통령은 재임 중 사망했다. 1967년 수정헌법 제25조가 채택되기 전에는 부통령직 공석은 다음 선거 및 취임 때까지 채워지지 않았다.

### 참조주
1. ↑  Wallner (2004), pp. 181–84; Gara (1991), pp, 23–29.
2. ↑  Gara (1991), pp. 28–29.
3. ↑  Gara (1991), pp. 29–32.
4. ↑  Wallner (2004), pp. 184–97; Gara (1991), pp. 32–33.
5. ↑  Wallner (2004), pp. 197–202; Gara (1991), pp. 33–34.
6. ↑  Wallner (2004), pp. 210–13; Gara (1991), pp. 36–38. Quote from Gara, 38.
7. ↑  Holt (2010), loc. 724.
8. ↑  Gara (1991), p. 37.
9. ↑  Wallner (2004), p. 231; Gara (1991), p. 38, Holt (2010), loc. 725.
10. ↑  Wallner (2004), p. 206; Gara (1991), p. 38.
11. ↑  Wallner (2004), pp. 229–30; Gara (1991), p. 39.
12. ↑  Holt (2010), loc. 740.
13. ↑  Wallner (2004), pp. 241–49; Gara (1991), pp. 43–44.
14. ↑  Boulard (2006), p. 55.
15. 1 2  Hurja, Emil (1933). 《History of Presidential Inaugurations》. New York Democrat. 49쪽.
16. ↑  Wallner (2004), pp. 249–55.
17. ↑  Holt, pp. 48–52
18. ↑  Gara (1991), pp. 44–47.
19. ↑  Wallner (2007), pp. 5–24.
20. ↑  Wallner (2007), pp. 15–18, and throughout.
21. ↑  Wallner (2007), pp. 21–22.
22. ↑  Wallner (2007), p. 10.
23. ↑  David M. Potter, The Impending Crisis, 1848–1861 (1976) pp. 121–144.
24. ↑  Holt, pp. 53–54, 72–73
25. 1 2 3 4 5  Wallner (2007), pp. 90–102, 119–22; Gara (1991), pp. 88–100, Holt (2010), loc. 1097–1240.
26. ↑  Etchison, p. 14.
27. 1 2  Wallner (2007), pp. 158–67; Gara (1991), pp. 99–100.
28. ↑  McPherson (1988), pp. 122–123.
29. ↑  McPherson (1988), pp. 125–126.
30. 1 2  Wallner (2007), pp. 195–209; Gara (1991), pp. 111–23.
31. ↑  Gara (1991), pp. 123–126.
32. ↑  Wallner (2007), pp. 122–25; Gara (1991), pp. 107–09.
33. 1 2  Gara (1991), pp. 105–106.
34. ↑  McPherson (1988), p. 120.
35. ↑  McPherson (1988), pp. 120–121.
36. ↑  Gara (1991), pp. 120–122.
37. 1 2  Holt (2010), pp. 47–48, 66–70
38. ↑  Gara (1991), pp. 158–159.
39. 1 2  Holt (2010), pp. 78–89
40. ↑  Gara (1991), pp. 96–98.
41. ↑  McPherson (1988), pp. 131–132.
42. ↑  McPherson (1988), pp. 126.
43. ↑  McPherson (1988), p. 129.
44. ↑  McPherson (1988), pp. 129–130.
45. ↑  McPherson (1988), pp. 136–138.
46. ↑  McPherson (1988), pp. 143–144.
47. ↑  Holt (2010), pp. 92–93
48. ↑  McPherson (1988), pp. 140–141.
49. 1 2  Holt (2010), pp. 91–94, 99, 106–109
50. 1 2  Holt, pp. 53–54, 71.
51. ↑  Gara (1991), pp. 87–88.
52. 1 2  Wallner (2007), pp. 303–04.
53. ↑  Gara (1991), pp. 78–79.
54. ↑  Wallner (2007), pp. 40–41, 52.
55. ↑  Gara (1991), pp. 66–67.
56. 1 2  Wallner (2007), p. 20.
57. ↑  Wallner (2007), pp. 35–36.
58. ↑  Wallner (2007), pp. 36–39.
59. ↑  Wallner (2007), pp. 32–36.
60. ↑  Wallner (2007), pp. 25–32; Gara (1991), p. 128.
61. ↑  Wallner (2007), pp. 61–63; Gara (1991), pp. 128–29.
62. ↑  Holt, pp. 54–55.
63. ↑  Wallner (2007), pp. 75–81; Gara (1991), pp. 129–33.
64. ↑  Wallner (2007), pp. 106–08; Gara (1991), pp. 129–33.
65. ↑  Holt, loc. 872.
66. ↑  Holt, pp. 55–56.
67. ↑  Wallner (2007), pp. 27–30, 63–66, 125–26; Gara (1991), p. 133.
68. ↑  Holt, pp. 58–59.
69. ↑  Gara (1991), pp. 140–145.
70. ↑  Holt, pp. 59–60.
71. ↑  Holt, pp. 60–62.
72. 1 2  Wallner (2007), pp. 131–57; Gara (1991), pp. 149–55.
73. ↑  Holt, pp. 63–65.
74. ↑  Wallner (2007), pp. 40–43.
75. ↑  Gara (1991), p. 68.
76. ↑  Gara (1991), pp. 68–69.
77. ↑  Wallner (2007), p. 172; Gara (1991), pp. 134–35.
78. ↑  Gara (1991), pp. 146–147.
79. ↑  Gara (1991), pp. 147–148.
80. ↑  Gara (1991), pp. 148–149.
81. ↑  Baker, Jean H. (2016년 10월 4일). “FRANKLIN PIERCE: FOREIGN AFFAIRS”. 《Miller Center》. 2021년 7월 16일에 확인함.
82. ↑  Holt (2010), pp. 94–96
83. ↑  Wallner (2007), pp. 266–70; Gara (1991), pp. 157–67, Holt (2010), loc. 1515–58.
84. ↑  Rudin, Ken (2009년 7월 22일). “When Has A President Been Denied His Party's Nomination?”. 내셔널 퍼블릭 라디오. 2017년 2월 15일에 확인함.
85. ↑  Wallner (2007), pp. 272–80.
86. ↑  Holt (2010), loc. 1610.
87. ↑  Gara (1991), pp. 167–168.
88. ↑  Gara (1991), pp. 168–174.
89. ↑  Gara (1991), pp. 175–176.
90. ↑  Holt (2010), pp. 109–110
91. 1 2  Holt (2010), pp. 110–114
92. ↑  Wallner (2007), pp. 292–96; Gara (1991), pp. 177–79.
93. ↑  Wallner (2007), p. 305.
94. ↑  Gara (1981), p. 180.
95. ↑  Baker, Jean H. (2016년 10월 4일). “FRANKLIN PIERCE: IMPACT AND LEGACY”. 《Miller Center》. 2017년 12월 4일에 확인함.
96. ↑  Eric Foner, Give Me Liberty! An American History (2006) vol 1 p 413
97. ↑  Rottinghaus, Brandon; Vaughn, Justin S. (2018년 2월 19일). “How Does Trump Stack Up Against the Best – and Worst – Presidents?”. 《New York Times》. 2018년 5월 14일에 확인함.
98. ↑  “Presidential Historians Survey 2017”. 《C-SPAN》. 2018년 5월 14일에 확인함.
99. ↑  “C-SPAN Survey”. C-SPAN. 2009. 2014년 7월 22일에 원본 문서에서 보존된 문서. 2014년 6월 30일에 확인함.
100. ↑  Crockett, David A. (December 2012). 《The Historical Presidency: The Perils of Restoration Politics: Nineteenth-Century Antecedents》. 《Presidential Studies Quarterly》 42. 881–902쪽. doi:10.1111/j.1741-5705.2012.04023.x.
101. 1 2  Potter (1976), p. 192.
102. ↑  Nivison, Kenneth (March 2010). 《Purposes Just and Pacific: Franklin Pierce and the American Empire》. 《Diplomacy & Statecraft》 21. 17쪽. doi:10.1080/09592290903577668. S2CID 154406060.
103. ↑  Gara, Larry (February 2000). “Pierce, Franklin”. 《American National Biography Online》.(구독 필요)
104. ↑  Roy F. Nichols, "Franklin Pierce", Dictionary of American Biography (1934) reprinted in Nancy Capace, 편집. (2001). 《Encyclopedia of New Hampshire》. Somerset Publishers. 268–69쪽. ISBN 978-0-403-09601-5.
105. ↑  Flagel, Thomas R. (2012). 《History Buff's Guide to the Presidents》. Nashville, Tennessee: Cumberland House. 404쪽. ISBN 978-1-4022-7142-7.

### 인용된 저서
- Boulard, Garry (2006). 《The Expatriation of Franklin Pierce: The Story of a President and the Civil War》. iUniverse, Inc. ISBN 0-595-40367-0.
- Butler, Pierce (1908). 《Judah P. Benjamin》. American Crisis Biographies. George W. Jacobs & Company. OCLC 664335.
- Etchison, Nicole (2004). 《Bleeding Kansas: Contested Liberty in the Civil War Era》. University Press of Kansas. ISBN 0-7006-1287-4.
- Gara, Larry (1991). 《The Presidency of Franklin Pierce》. University Press of Kansas. ISBN 0-7006-0494-4.
- Holt, Michael F. (2010). 《Franklin Pierce》. The American Presidents Kile판. Henry Holt and Company, LLC. ISBN 978-0-8050-8719-2.; also see online book review
- McPherson, James M. (1988). 《Battle Cry of Freedom: The Civil War Era》. Oxford University Press. ISBN 9780199743902.
- Potter, David M. (1976). The Impending Crisis, 1848–1861 Harper & Row. ISBN 0-06-013403-8. online
- Wallner, Peter A. (2004). 《Franklin Pierce: New Hampshire's Favorite Son》. Plaidswede. ISBN 0-9755216-1-6.; also see online book review
- Wallner, Peter A. (2007). 《Franklin Pierce: Martyr for the Union》. Plaidswede. ISBN 978-0-9790784-2-2.

## 더 읽어보기
- Allen, Felicity (1999). 《Jefferson Davis, Unconquerable Heart》. University of Missouri Press. ISBN 0-8262-1219-0. - Article on book: 제퍼슨 데이비스: 정복할 수 없는 마음
- Barlett, D.W. (1852). 《The life of Gen. Frank. Pierce, of New Hampshire, the Democratic candidate for president of the United States》. Derby & Miller. OCLC 1742614.
- Bergen, Anthony (2015년 5월 30일). “In Concord: The Friendship of Pierce and Hawthorne”. Medium.
- Brinkley, A; Dyer, D (2004). 《The American Presidency》. Houghton Mifflin Company. ISBN 0-618-38273-9.
- Graff, Henry F., ed. The Presidents: A Reference History (3rd ed. 2002) online
- [[너새니얼 호손|Hawthorne, Nathaniel]] (1852). 《The Life of Franklin Pierce》. Ticknor, Reed and Fields. OCLC 60713500. |author-link1= 값 확인 필요 (도움말)
- [[로이 프랭클린 니콜스|Nichols, Roy Franklin]] (1923). 《The Democratic Machine, 1850–1854》. Columbia University Press. OCLC 2512393. 2020년 3월 20일에 원본 문서에서 보존된 문서. 2025년 7월 14일에 확인함. |author-link1= 값 확인 필요 (도움말)
- Nichols, Roy Franklin (1931). 《Franklin Pierce, Young Hickory of the Granite Hills》. University of Pennsylvania Press. OCLC 426247.
- Silbey, Joel H. (2014). 《A Companion to the Antebellum Presidents 1837–1861》. Wiley. ISBN 9781118609293. pp 345–96
- Taylor, Michael J.C. (2001). 《Governing the Devil in Hell: 'Bleeding Kansas' and the Destruction of the Franklin Pierce Presidency (1854–1856)》. 《White House Studies》 1. 185–205쪽.